# Antri Christoforou
Antri Christoforou (Strovolos, 2 de abril de 1992) es una ciclista profesional chipriota, que actualmente corre para el equipo suizo Roland Cycling Team. Ha participado como olímpica en los Juegos de Río 2016 y en los de Tokio 2020. En su palmarés destacan los campeonatos nacionales de ruta de Chipre y vueltas contrarreloj, así como una medalla de oro en la contrarreloj de los Juegos de los Pequeños Estados de Europa de 2017. En 2018 conseguirá una medalla de bronce en los Juegos Mediterráneos celebrados en Tarragona.

## Palmarés
- 2010
  -  Campeonato de ruta de Chipre
- 2013
  -  Campeonato de ruta de Chipre
  -  Campeonato en contrarreloj de Chipre
- 2016
  -  Campeonato de ruta de Chipre
  -  Campeonato en contrarreloj de Chipre
  - 1.ª en la Aravá-Arad
- 2017
  -  Campeonato de ruta de Chipre
  - Medalla de oro en los Juegos de los Pequeños Estados de Europa
- 2018
  -  Campeonato de ruta de Chipre
  -  Campeonato en contrarreloj de Chipre
  - 1.ª en la VR Women ITT
- 2019
  -  Campeonato de ruta de Chipre
  -  Campeonato en contrarreloj de Chipre
  - 1.ª en la Scorpions' Pass TT
- 2020
  -  Campeonato de ruta de Chipre
  -  Campeonato en contrarreloj de Chipre
- 2021
  -  Campeonato de ruta de Chipre
  -  Campeonato en contrarreloj de Chipre
- 2022
  -  Campeonato de ruta de Chipre
  -  Campeonato en contrarreloj de Chipre
  - 1.ª en La Classique Morbihan
- 2023
  -  Campiona de Xipre en ruta
  -  Campeonato en contrarreloj de Chipre
  - 1.ª en la Aphrodite Cycling Race (contrarreloj)
  - 1.ª en la Aphrodite Cycling Race-Women for future
  - 1.ª en el GP Mayor Žiar nad Hronom
- 2024
  - 1.ª en el Grand Prix Suf City El Salvador

### Resultados en las Grandes Vueltas

#### Giro de Italia
- 28.º (2017): 53.ª
- 30.º (2019): 88.ª

#### Tour de Francia
- 1.ª (2022): 70.ª
- 2.ª (2023): 119.ª